# Patinage de vitesse aux Jeux olympiques de 1924 - 500 mètres hommes
Navigation
Saint-Moritz 1928
Le 500m masculin des Jeux olympiques d'hiver de 1924 a eu lieu le 26 janvier 1924 au Stade olympique de Chamonix. C'est la première édition de cette épreuve.

## Médaillés
| Or                    | Argent            | Bronze                                 |
| Charles Jewtraw (USA) | Oskar Olsen (NOR) | Roald Larsen (NOR) Clas Thunberg (FIN) |

## Résultats
| Rang                                | Athlète                | Nationalité     | Résultat    |
| ----------------------------------- | ---------------------- | --------------- | ----------- |
| Médaille d'or, Jeux olympiques      | Charles Jewtraw        | États-Unis      | 44 s 0      |
| Médaille d'argent, Jeux olympiques  | Oskar Olsen            | Norvège         | 44 s 2      |
| Médaille de bronze, Jeux olympiques | Roald Larsen           | Norvège         | 44 s 8      |
| Médaille de bronze, Jeux olympiques | Clas Thunberg          | Finlande        | 44 s 8      |
| 5                                   | Asser Wallenius        | Finlande        | 45 s 0      |
| 6                                   | Axel Blomqvist         | Suède           | 45 s 2      |
| 7                                   | Charles Gorman         | Canada          | 45 s 4      |
| 8                                   | Joe Moore              | États-Unis      | 45 s 6      |
| 8                                   | Harald Strøm           | Norvège         | 45 s 6      |
| 10                                  | Julius Skutnabb        | Finlande        | 46 s 4      |
| 11                                  | Eric Blomgren          | Suède           | 46 s 6      |
| 12                                  | Harry Kaskey           | États-Unis      | 47 s 0      |
| 13                                  | Sigurd Moen            | Norvège         | 47 s 2      |
| 14                                  | Bill Steinmetz         | États-Unis      | 47 s 8      |
| 15                                  | Léonhard Quaglia       | France          | 48 s 4      |
| 16                                  | Alberts Rumba          | Lettonie        | 48 s 8      |
| 17                                  | Leon Jucewicz          | Pologne         | 49 s 6      |
| 18                                  | Albert Hassler         | France          | 50 s 6      |
| 19                                  | Louis De Ridder        | Belgique        | 52 s 8      |
| 20                                  | André Gegout           | France          | 53 s 2      |
| 21                                  | Georges de Wilde       | France          | 54 s 8      |
| 22                                  | Gaston Van Hazebroeck  | Belgique        | 55 s 8      |
| 23                                  | Fred Dix               | Grande-Bretagne | 56 s 4      |
| 23                                  | Philippe Van Volckxsom | Belgique        | 56 s 4      |
| 25                                  | Tom Sutton             | Grande-Bretagne | 1 min 0 s 8 |
| 26                                  | Marcel Moens           | Belgique        | 1 min 2 s 2 |
| 27                                  | Cyril Horn             | Grande-Bretagne | 1 min 4 s 4 |